# Herbert Sumsion
Herbert Whitton Sumsion CBE (* 14. Januar 1899 in Gloucester; † 11. August 1995 in Frampton-on-Severn, Gloucestershire) war ein englischer Musiker, der von 1928 bis 1967 als Organist an der Kathedrale von Gloucester wirkte. Durch seine leitende Rolle beim Three Choirs Festival war er mit führenden Persönlichkeiten verbunden, die im 20. Jahrhundert eine Renaissance des englischen Musiklebens anstrebten, wie beispielsweise Edward Elgar, Herbert Howells, Gerald Finzi und Ralph Vaughan Williams. Obwohl Sumsion vor allem als Musiker der Kathedrale bekannt ist, wirkte er in einer Laufbahn von mehr als 60 Jahren auch als Komponist, Dirigent, Begleiter und Lehrer. Er schuf Werke für Chor und Orgel, aber auch weniger bekannte Kammermusik und Orchesterwerke.

## Biografie

### Ausbildung und frühe Karriere
Herbert Sumsion wurde in Gloucester geboren, einer Stadt am Severn. Er wurde 1908 im Alter von neun Jahren probeweise in den Chor der Kathedrale aufgenommen, der von Herbert Brewer geleitet wurde. Nach zwei Jahren wurde er Chorister und sang bis 1914 im Chor. Er war von 1911 bis 1915 Organist in Ashleworth, einem kleinen Dorf außerhalb von Gloucester, wo der Zwölfjährige bereits für den Chor verantwortlich war.
Gloucester war und ist neben Worcester und Hereford eine von drei Städten, in denen jährlich das Three Choirs Festival abgehalten wird. Sumsion wurde inspiriert von der Musik, die er beim Festival hören konnte, darunter vor allem Chormusik des frühen 18. Jahrhunderts. Nach dem Stimmbruch mit 15 Jahren wurde er ein articled pupil von Brewer, das heißt, dass er für drei Jahre im Orgelspiel, als Chorleiter und in Musiktheorie unterwiesen wurde. Er folgte damit Howells und Ivor Gurney. Sumsion bestand 1915 die Aufnahmeprüfung des Royal College of Organists, und im Juli 1916 zusammen mit Howells das Fellowship-Examen. Mit 17 Jahren erhielt Sumsion den Turpin-Preis.
Von 1917 bis 1919 diente Sumsion im Regiment Queen’s Westminsters, dann kehrte er an die Kathedrale zurück und wurde Brewers Assistent. Er erreichte 1920 einen undergraduate Abschluss der Durham University und arbeitete in Gloucester bis 1922, als er Organist der Christ Church in London wurde. 1924 übernahm er zwei weitere Aufgaben: Musikdirektor am Bishop’s Stortford College und Dozent am Morley College. Er begann Dirigierstudien bei Adrian Boult am Royal College of Music.
Sumsion kam am Royal College of Music in Kontakt mit R. O. Morris, der Kontrapunkt und Komposition lehrte. Als Morris den Ruf an das Curtis Institute of Music in Philadelphia annahm, bot er Sumsion an, sein Assistent zu werden. Sumsion folgte ihm und lernte dort seine spätere Frau Alice Garlichs kennen, die er am 7. Juni 1927 heiratete.

### Gloucester und das „Three Choirs Festival“
Am 1. März 1928 starb Herbert Brewer plötzlich an einem Herzinfarkt. Dadurch war die Organistenstelle nur drei Monate vor dem Three Choirs Festival vakant. Brewer hatte gewünscht, dass Sumsion sein Nachfolger würde, daher bewirkte das Kathedralkapitel, dass Sumsion, der sich gerade als Organist an der Kathedrale von Coventry erfolgreich beworben hatte, freigestellt wurde. Sumsion und seine Frau verließen Amerika im Juni 1928.
Obwohl Sumsion relativ spät auf der Szene eintraf, beeindruckte seine Leitung des Festivals in Gloucester sowohl Kollegen als auch die Presse. Als gastgebender Organist hatte er viel zu dirigieren. Zwar leiteten einige Komponisten, zum Beispiel Edward Elgar und Zoltán Kodály, ihre eigenen Werke, jedoch war Sumsion verantwortlich für Verdis Requiem und Arthur Honeggers King David, ein Werk, das zum ersten Mal beim Festival aufgeführt wurde.
In seiner Programmplanung für das Festival berücksichtigte Sumsion vor allem neue englische Werke und präsentierte die Premieren von Gustav Holsts Choral Fantasia (1931), Howells Hymnus Paradisi (1950) und Finzis Intimations of Immortality (1950), außerdem Werke von Vaughan Williams, Howard Ferguson, Robin Milford, Tony Hewitt-Jones, John Sanders und eigene Werke.
Sumsion war vielen der Komponisten freundschaftlich verbunden, besonders mit Vaughan Williams, Finzi und Howells. Er komponierte bis ins hohe Alter, darunter viele Werke für Orgel und Chor, Kammermusik, Orchesterwerke und Klavierübungsstücke. Er lehrte privat Klavier, Orgel und Komposition, war Juror bei Wettbewerben, begleitete Sänger und spielte in Kammermusikensembles und als Konzertorganist. Seine Aufnahme von Elgars Orgelsonate gilt als maßgeblich für das Werk.
Im Ruhestand ab 1967 blieb Sumsion in Gloucestershire und lehrte und komponierte weiter. Er wirkte mit beim Entwurf der Orgel, die von Hill, Norman & Beard in der Kapelle des Ellesmere College gebaut wurde, nachdem ein Feuer die Kapelle vollständig zerstört hatte. Er starb in Frampton-on-Severn (Gloucestershire) im Alter von 96 Jahren.

## Werke

### Chor
- As With Gladness, für SATB Chor und Orgel
- Benedicite, Omnia Opera in B-flat major, für SATB Chor und Orgel
- By the Cross of Jesus, für SATB Chor
- A Child This Day is Born, für SATB Chor und Orgel
- Communion Service in A and D, für SSATB Chor und Orgel
- Communion Service in F major, für SATB Chor und Orgel
- Fear Not O Land, für SATB Chor und Orgel
- Festival Benedicite in D-Dur, für SATB Chor und Orgel oder Orchester
- The Holy Birth, für SATB Chor und Orgel
- Hosanna to the Son of David, für SATB Chor
- I Was Glad, für TTBB Chor und Klavier
- I Will Lift Up Mine Eyes, für SATB Chor und Orgel
- In Exile, Motette für Doppelchor
- The Lord Ascendeth Up on High, für SATB Chor und Orgel
- Magnificat and Nunc Dimittis in A major, für SATB Chor und Orgel
- Magnificat and Nunc Dimittis in D major, für Knabenstimmen oder SATB Chor und Orgel
- Magnificat and Nunc Dimittis in G major, für SATB Chor und Orgel
- Magnificat and Nunc Dimittis in G Major, für ATB Chor und Orgel
- Magnificat and Nunc Dimittis in G Major, für Knabenchor und Orgel
- Nine Introits for Seasons of the Church’s Year
  - And the Angel said, Behold (Weihnachten)
  - Arise, Shine for your light has come (Epiphanias)
  - Timor et Tremor
  - With a Voice of Singing
  - You shall receive power
  - Holy, holy, holy is the Lord God
  - Lift up your heads
  - O praise the Lord, ye Angels of his
  - Dilexit Justitiam
- O Be Joyful in the Lord, für SATB Chor und Orgel
- O Lord, Thou Hast Searched Me Out, für SATB Chor und Orgel
- One Thing Have I Desired of the Lord, für Doppelchor
- Praise the Lord, O My Soul, for SATB Chor
- Praise to the Lord (St. Patrick’s Breastplate), für SATB Chor
- The Spacious Firmament, für SATB Chor und Orgel
- Te Deum Laudamus G-Dur, für SATB Chor und Orgel
- There is a Green Hill Far Away, für SATB Chor und Orgel
- They That Go Down to the Sea in Ships, für SATB Chor und Orgel
- Thou Wilt Keep Him in Perfect Peace, für SATB Chor und Orgel
- Two Carols (I Sing of a Maiden und Herrick’s Carol), für gemischte Stimmen a cappella
- Versicles, Responses, and the Lord’s Prayer, für SATB Chor
- Watt’s Cradle Song, für einstimmigen Chor
- We Love the Place, O God, für SATB Chor

### Orgel
- Air, Berceuse and Procession
- Allegretto
- Canzona
- Carol and Musette (von Vaughan Williams) arrangiert für Orgel
- Ceremonial March
- Choralvorspiel zu Down Ampney
- Cradle Song
- Elegy
- Four Preludes on Well-Known Carols
- Intermezzo
- Introduction and Theme
- Pastorale
- Procession
- Quiet Postlude
- Sarabande and Interlude
- Toccata über University
- Variations on a Folk Tune

### Kammermusik und Orchester
- Idyll, At Valley Green, für Orchester
- Lerryn, für Orchester
- A Mountain Tune, für Violoncello und Klavier
- A Mountain Tune, arr. für Streichorchester
- Ouvertüre In the Cotswolds, für Orchester
- Klaviertrio (1931)
- Klaviertrio (1982)
- Romance, für Streichorchester
- Cellosonate in c-Moll
- Violinsonate in e-Moll
- Streichquartett in G-Dur
- Variationen über ein Volkslied, I Will Give My Love an Apple, für Klavier
- Variationen über ein Volkslied, für Flöte und Klavier
- Piano Technique, Klavierübungen